# Robert Coulter
William Robert Coulter (21 de julio de 1930, Parkersburg, West Virginia), es un destacado ministro religioso y expresidente de la Conferencia General de la Iglesia de Dios (Séptimo Día) en Estados Unidos de 1963 a 1987, ha fungido como editor de la revista El Abogado de la Biblia en los Estados Unidos y es miembro de la Asociación Nacional de Parlamentarios, organización dedicada a la promoción y uso del procedimiento parlamentario como la base del proceso democrático.
Su libro The Journey: A History of the Church of God (Seventh Day) es conocido como la obra histórica más importante de la Iglesia de Dios (Séptimo Día).

## Primeros años
Robert Coulter creció en la Iglesia de Dios (Séptimo Día) desde la edad de 7 años, cuando su padre Jesse Henderson Coulter se convirtió al cristianismo dentro de esta organización. Su interés por la iglesia empezó durante su adolescencia cuando tuvo contacto con un libro del destacado ministro y misionero Andrew N. Dugger llamado The History of the True Church ("La historia de la verdadera iglesia"). La familia de Coulter tuvo una relación amistosa con Andrew N. Dugger y su familia, asistiendo a la misma iglesia durante su periodo de adolescencia.

## Carrera como ministro religioso
De 1953 a 1954 fue estudiante de la Universidad de Colorado, en Estados Unidos.
En el año 1957 es ordenado como ministro en la Iglesia de Dios (Séptimo Día). Durante los años 1956-1961 funge como pastor de la congregación de esta denominación en New Auburn, Wisconsin.
En los 1961-1963 se le asigna el rol de Sobreveedor del distrito de los Grandes Lagos de la Iglesia de Dios (Séptimo Día) en la ciudad de Detroit, y durante los años 1961-1963 es nombrado Presidente de la Conferencia General de la Iglesia de Dios (Séptimo Día) en la ciudad de Denver, Colorado.
Robert Coulter contribuyó a la denominación de la que era parte modernizando muchas de las políticas internas de la organización durante su presidencia en la Conferencia General de la Iglesia de Dios (Séptimo Día), según palabras de Calvin Burrell, Coulter fue el primer presidente del Congreso Ministerial Internacional de la Iglesia de Dios, trabajando en un momento en donde la Conferencia estadounidense había aflojado sus lazos con las Conferencias hermanas alrededor del mundo.

### Aportes históricos
Robert Coulter ha elaborado diferentes trabajos en torno al estudio histórico de la Iglesia de Dios (Séptimo Día), en el año 2014 señaló que durante la presidencia de Andrew N. Dugger en la Conferencia General de la Iglesia de Dios (Séptimo Día) en Estados Unidos durante los años 1921-1927, 1929-1931, Dugger utilizó la diversidad teológica en la denominación como excusa para dividir la denominación y establecer la Conferencia de Salem (grupo disidente en 1933) a través del uso del decreto y no el diálogo en torno a temas controversiales en la constitución doctrinal de la organización.

## Publicaciones
- The Story of the Church of God (Seventh Day), Estados Unidos, BAP Study Booklets, 1983.[6]
- A Study of the Holy Spirit, Estados Unidos, Bible Advocate Press, 2002.
- The Sacred Name of God, Estados Unidos, Bible Advocate Press, 2004.
- The Journey: A History of the Church of God (Seventh Day), Estados Unidos, Bible Advocate, 2014